# 袋町裏通り
袋町裏通り（ふくろまちうらどおり）は、広島県広島市中区袋町にある通りで、通称「うらぶくろ」として親しまれている。

## 概要
広島市の広島本通商店街の南側を東西に走る2本の通りのことで、アパレル店や美容院、飲食店、雑貨屋等が軒を連ねている｡概ねこの2本の通りを中心とした地区を「うらぶくろ」と呼ぶ。
2007年（平成19年）4月、｢裏通り活性化委員会｣が発足し、落書きクリーンプロジェクトや、クチコミツアーなどの企画が行われている。

## 店舗・施設
- 袋町食堂
- 松本パーキング
- MIRAI - アパレルのセレクトショップ。

ほか

## かつて存在した店舗
- ユニーク・クロージング・ウエアハウス - 1984年6月に開店。ユニクロの1号店である｡
- リゾート - グラタンの店であった。2007年8月31日閉店。
- らーめん亀王 - 2007年11月29日閉店。

## 交通機関
- 広島電鉄宇品線
  - 本通電停・袋町電停
- 広島電鉄本線
  - 紙屋町東・立町電停
- アストラムライン
  - 本通駅
- 広電バス・広島バス
  - 本通バス停 下車 ほか